# Lana Del Ray (album)
Lana Del Ray, conosciuto anche non ufficialmente come Lana Del Ray A.K.A. Lizzy Grant, è l'album di debutto della cantautrice statunitense Lana Del Rey, pubblicato sotto l'etichetta discografica indipendente 5 Points Records nel 2010, quando era nota come Lizzy Grant, diminutivo del suo vero nome.
L'album è stato ritirato dal mercato digitale poco dopo la sua pubblicazione perché, secondo Del Rey, l'etichetta discografica non era in grado di finanziare il progetto. Del Rey ha quindi riacquisito i diritti sull'album, il cui titolo presenta una compitazione diversa da quella del nome d'arte scelto in seguito dalla Grant, ossia "Del Ray" anziché "Del Rey".

## Produzione
L'album è stato prodotto da David Kahne, che nel 2010 ha registrato il disco con Del Rey nell'arco del periodo di circa tre mesi. In precedenza Del Rey aveva registrato un EP intitolato Kill Kill nel 2008 con Kahne, che conteneva tre tracce; tale EP è stato pubblicato su iTunes nell'ottobre del 2008. Lana Del Rey ha affermato che Kahne «è noto come un produttore con molta integrità e che è interessato a fare musica che non è solo pop». Il padre della cantante, Robert Grant, ha aiutato nella commercializzazione dell'album.

## Ritiro
L'album è stato reso disponibile per l'acquisto su iTunes per un breve periodo, prima di essere ritirato. Secondo il produttore David Kahne e il proprietario della 5 Points David Nichtern, Lana Del Rey ha riacquisito i diritti dalla sua etichetta discografica perché voleva che l'album non fosse più in circolazione. Durante un'intervista David Nichtern ha affermato che «lei e il suo nuovo manager entrarono e dissero: "Vogliamo che sia fuori dal mercato. Stiamo stringendo un accordo completamente nuovo. Rescinderemo il contratto con voi". Quindi abbiamo fatto un contratto di separazione».
Nel gennaio del 2012, dopo l'uscita del suo secondo album Born to Die, Del Rey ha annunciato la ri-pubblicazione del suo album di debutto per l'estate dello stesso anno, proposito poi ritirato nel maggio del 2012.

## Tracce
1. Kill Kill – 3:57 (Elizabeth Grant)
2. Queen of the Gas Station – 3:04 (Grant)
3. Oh Say Can You See – 3:40 (Grant)
4. Gramma (Blue Ribbon Sparkler Trailer Heaven) – 3:55 (Grant, David Kahne)
5. For K, Pt. 2 – 3:24 (Grant)
6. Jump – 2:51 (Grant)
7. Mermaid Motel – 3:59 (Grant)
8. Raise Me Up (Mississippi South) – 4:22 (Grant)
9. Pawn Shop Blues – 3:26 (Grant, Kahne)
10. Brite Lites – 2:58 (Grant)
11. Put Me in a Movie – 3:13 (Grant)
12. Smarty – 2:49 (Grant, Kahne)
13. Yayo – 5:45 (Grant)